# 하북서로
하북서로(河北西路)는 송나라에서 설치한 로중 하나로 지금의 허베이성 서부내륙지대를 통치했다. 1073년(희녕 6년), 하북로가 동로와 서로로 분리되면서 형성되었다. 주의 중심지는 진정부였다. 4부 9주 6군 65현을 두었다. 요나라의 남경도와 경계하고 있어 송과 요의 국경분쟁이 활발하게 일어났다. 정강의 변이후 금나라에 소속되었다.

## 북송

### 진정부(真定府)
하북서로의 중심지가 있었다.

### 상주(相州)
망급주로 군명은 업군이다. 창덕군절도(彰德軍節度)를 두었다. 숭녕연간에는 36,340호 71,635명이 살았다. 암화모단화사(暗花牡丹花紗), 지모, 호분, 견직물을 공납으로 바쳤다. 4현을 두었다.
| 현명   | 한자   | 대략적 위치     | 현급 | 비고                                                             |
| ------ | ------ | --------------- | ---- | ---------------------------------------------------------------- |
| 안양현 | 安陽縣 | 안양시          | 緊   | 본주의 치소가 있던 곳이다. 1072년에 영화현(永和縣)을 통폐합했다. |
| 탕음현 | 湯陰縣 | 안양시 탕인현   | 次畿 | 1120년 준주(浚州)로 이관시켰다가 얼마못가 본주로 다시 들어왔다.  |
| 임장현 | 臨漳縣 | 한단시 린장현   | 緊   | 1072년, 업현을 통폐합했다.                                       |
| 임려현 | 林慮縣 | 안양시 린저우시 | 中   |                                                                  |

### 신덕부(信德府)
군명은 거록군으로 부로 승격되기전에는 형주(邢州)로 불렸다. 후당에서 안국군절도(安國軍節度)를 두었다. 1119년에 부로 승격되었다. 숭녕연간에는 53,613호 95,552명이 살았다. 견직물, 백자로된 잔, 해옥사(解玉砂)를 공납으로 바쳤다. 8현을 두었다.
| 현명   | 한자   | 대략적 위치            | 현급 | 비고                                                                     |
| ------ | ------ | ---------------------- | ---- | ------------------------------------------------------------------------ |
| 형대현 | 邢臺縣 | 싱타이 시              | 上   | 본부의 치소가 있었다. 1120년에 용강현(龍岡縣)을 지금의 이름으로 바꿨다.  |
| 사하현 | 沙河縣 | 싱타이시 사허시        | 上   |                                                                          |
| 임현   | 任縣   | 싱타이시 런현          | 中   | 1072년에 진으로 격하되어 남화현에 통폐합되었다. 원우 원년에 복구되었다.  |
| 요산현 | 堯山縣 | 싱타이시 룽야오현 서남 | 中   |                                                                          |
| 평향현 | 平鄕縣 | 싱타이시 펑샹현        | 上   | 1073년에 진으로 격하되어 거록현에 통폐합되었다가 원우 원년에 복구되었다. |
| 내구현 | 內丘縣 | 싱타이시 네이추현      | 上   | 1073년 요산현에 통폐합되었다가 원우 원년에 복구되었다.                   |
| 남화현 | 南和縣 | 상타이시 난허현        | 中   |                                                                          |
| 거록현 | 鉅鹿縣 | 싱타이시 쥐루현        | 上   |                                                                          |

### 준주(浚州)
평순군절도를 두었다. 군시절의 이름은 통리군(通利軍)이었다. 988년(단공 원년), 활주 여양현을 군으로 승격시켰다. 1023년(천성 원년)에 통리군에서 안리군(安利軍)으로 개명했다. 3년뒤에 위주 위현(衛縣)을 군에 소속시켰다. 1070년에 현으로 격하하여 위주에 소속시켰다가 1086년(원우 원년)에 군으로 복구했다. 1115년에 주로 승격시키면서 준천군절도(浚川軍節度)를 두었는데, 후에 절도의 이름을 지금의 이름으로 바꿨다. 숭녕연간에는 3,176호 3,202명이 살았다. 2현을 두었다.
| 현명   | 한자   | 대략적 위치        | 현급 | 비고                                                                |
| ------ | ------ | ------------------ | ---- | ------------------------------------------------------------------- |
| 위현   | 衛縣   | 허비시 쉰현 위현진 | 上   | 희녕 6년에 진으로 격하되어 여양현으로 격하되었다가 후에 복구되었다. |
| 여양현 | 黎陽縣 | 허비시 쉰현        | 中   |                                                                     |

### 회주(懷州)
웅급주(雄)로 군명은 하내군이다. 방어를 두었다. 건륭 원년, 단련을 두고 방어를 설치했다. 숭녕연간에는 32,311호 88,185명이 살았다. 쇠무릎, 조각(皂角)을 공납으로 바쳤다. 3현을 두었다.
| 현명   | 한자   | 대략적 위치          | 현급 | 비고                                                                 |
| ------ | ------ | -------------------- | ---- | -------------------------------------------------------------------- |
| 하내현 | 河內縣 | 자오쭤시 친양시      | 緊   | 1073년, 무덕현(武德縣)을 진으로 격하시켜 편입했다.                   |
| 수무현 | 修武縣 | 자오쭤시 슈우현      | 上   | 1073년에 진으로 격하되어 무척현에 통폐합되었다가 1086년, 복구되었다. |
| 무척현 | 武陟縣 | 자오쭤시 우즈현 서남 | 中   |                                                                      |

### 위주(衛州)
망급주(望)로 군명은 급군이다. 방어를 두었다. 숭녕연간에는 33,204호 46,365명이 살았다. 견직물과 면직물을 공납으로 바쳤다. 4현을 두었다.
| 현명   | 한자   | 대략적 위치       | 현급 | 비고                                                              |
| ------ | ------ | ----------------- | ---- | ----------------------------------------------------------------- |
| 급현   | 汲縣   | 신샹시 웨이후이시 | 中   |                                                                   |
| 신향현 | 新鄕縣 | 신샹시            | 緊   | 1073년 진으로 격하되어 급현에 통폐합되었다가 1087년에 복구되었다. |
| 획가현 | 獲嘉縣 | 신샹시 훠자현     | 上   | 1026년(천성 4년), 회주에 내속했다.                                |
| 공성현 | 共城縣 | 신샹시 후이셴시   | 中   |                                                                   |

### 명주(洺州)
망급주로 군명은 광평군이다. 건륭 원년, 방어를 두었다. 1070년, 곡주현(曲周縣)을 진으로 격하해 계택현(雞澤縣)에 통폐합했다. 3년뒤에 임명현을 진으로 격하라여 영년현에 통폐합했다. 1087년, 곡주현과 임명현을 복구했다가 다시 진으로 격하했다. 1089년, 곡주, 계택현을 복구했다. 숭녕연간애는 38,817호 73,600명이 살았다. 고(槹)를 공납으로 바쳤다. 5현을 두었다.
| 현명   | 한자   | 대략적 위치     | 현급 |
| ------ | ------ | --------------- | ---- |
| 영년현 | 永年縣 | 한단시 융녠구   | 上   |
| 비향현 | 肥鄕縣 | 한단시 페이샹현 | 望   |
| 평은현 | 平恩縣 | 한단시 추현 남  | 緊   |
| 계택현 | 鷄澤縣 | 한단시 지쩌현   | 中   |
| 곡주현 | 曲周縣 | 한단시 취저우현 | 中   |

### 심주(深州)
망급주로 군명은 요양군(饒陽郡)이다. 방어를 두었다. 1071년, 육택현(陸澤縣)을 폐했다. 숭녕연간에는 38,036호 83,710명이 살았다. 견직물을 공납으로 바쳤다. 5현을 두었다.
| 현명   | 한자   | 대략적 위치          | 현급 | 비고 |
| ------ | ------ | -------------------- | ---- | --- |
| 정안현 | 靜安縣 | 헝수이시 선저우시 남 | 望   | 한나라 하박현(下博縣)땅에 후주가 정안군(靜安軍)을 세웠고 후에 현으로 격하했다. 982년(태평흥국 7년), 정안군에 속했다. 985년(옹희 2년) 군을 폐하고 986년 현을 폐했다. 987년에 현을 복구하고 지금의 이름으로 바꿨다. |
| 속록현 | 束鹿縣 | 신지시               | 望   | 순화연간에 진정부에서 내속되었다. |
| 안평현 | 安平縣 | 헝수이시 안핑현      | 望   | |
| 요양현 | 饒陽縣 | 헝수이시 라오양현    | 望   | |
| 무강현 | 武强縣 | 헝수이시 우창현      | 望   | |

### 자주(磁州)
상급주로 군명은 부양군(滏陽郡)이다. 단련이 있다. 본주의 이름은 자주(慈州)였다. 1113년(정화 3년), 지금의 이름으로 바꿨다. 숭녕연간에는 36,491호 96,922명이 살았다. 자석을 공납으로 바쳤다. 3현을 두었다.
| 현명   | 한자   | 대략적 위치   | 현급 | 비고                                                                   |
| ------ | ------ | ------------- | ---- | ---------------------------------------------------------------------- |
| 부양현 | 滏陽縣 | 한단시 치현   | 上   | 1073년, 소덕현(昭德縣)을 진으로 격하해 본현에 통폐합했다.              |
| 한단현 | 邯鄲縣 | 한단 시       | 上   |                                                                        |
| 무안현 | 武安縣 | 한단시 우안시 | 上   | 고진채(固鎮砦), 영안채(永安砦), 황택채(黃澤砦), 해회채(海回砦)가 있다. |

### 기주(祁州)
중급주로 군명은 포음군(浦陰郡)이다. 단련을 두었다. 단공초에 진주 고성현(鼓城縣)을 본주에 내속시켰다. 경덕 원년, 치소를 정주 포음현에 옮겼고 무극현을 정주에 이관시켰다. 1073년, 심택현을 진으로 격하시키고 고성현에 통폐합했다. 원우 1086년에 복구했다. 숭녕연간에는 24,484호 49,975명이 살았다. 3현을 두었다.
| 현명   | 한자   | 대략적 위치       | 현급 |
| ------ | ------ | ----------------- | ---- |
| 포음현 | 浦陰縣 | 바오딩시 안궈시   | 望   |
| 고성현 | 鼓城縣 | 스자좡시 진저우시 | 緊   |
| 심택현 | 深澤縣 | 스자좡시 선쩌현   | 中   |

### 경원부(慶源府)
망급부(望)로 군명은 조군으로 부로 승격되기전 주명은 조주(趙州)였다. 경원군절도가 파견되었다. 주시절에는 군사가 파견되었다. 대관 3년, 대번이 있었다. 숭녕 4년에 군명을 받고 선화 원년에 부로 승격되었다. 숭녕연간에는 34,141호 60,137명이 살았다. 견직물과 면직물을 공납으로 바쳤다. 7현을 두었다.
| 현명   | 한자   | 대략적 위치       | 현급 | 비고                                                                                            |
| ------ | ------ | ----------------- | ---- | ----------------------------------------------------------------------------------------------- |
| 평극현 | 平棘縣 | 스자좡시 자오현   | 望   |                                                                                                 |
| 영진현 | 寗晉縣 | 싱타이시 닝진현   | 望   |                                                                                                 |
| 임성현 | 臨城縣 | 싱타이시 린청현   | 上   | 당현(唐縣)이라고도 한다. 1073년에 융평현을 진으로 격하해 본현에 내속시켰다가 1086년에 복구했다. |
| 고읍현 | 高邑縣 | 스자좡시 가오이현 | 中   | 1073년에 백향현을 진으로 격하해 본현에 내속시켰다가 1086년 복구했다.                            |
| 융평현 | 隆平縣 | 싱타이시 룽야오현 | 中   |                                                                                                 |
| 백향현 | 柏鄕縣 | 싱타이시 바이샹현 | 中   |                                                                                                 |
| 찬황현 | 贊皇縣 | 스자좡시 잔황현   | 下   |                                                                                                 |

### 보주(保州)
지금의 바오딩시 칭위안구에 설치된 하급주로 군사를 두었다. 건융초에 막주(莫州) 청완현(淸苑縣)을 보새군(保塞軍)으로 승격시켰다. 태평흥국 6년, 주로 승격시켰다가 정화 3년에 청완군이란 이름을 받았다. 숭녕연간에는 27,456호 230,234명이 살았다. 견직물을 공납으로 바쳤다. 1현을 두었다.
| 현명   | 한자   | 대략적 위치       | 현급 | 비고                                             |
| ------ | ------ | ----------------- | ---- | ------------------------------------------------ |
| 보새현 | 保塞縣 | 바오딩시 칭위안구 | 望   | 태평흥국 6년, 역주 만성현의 남부지역을 편입했다. |

### 안숙군(安肅軍)
하급주와 급이 같다. 태평흥국 6년, 역주 수성현(遂城縣)에 정융군(靜戎軍)을 세우고 본현의 3개향에 정융현을 신설했다. 경덕 원년에 두 현을 합하여 안숙군이라고 이름지었다. 선화 7년에 군을 폐하고 안숙현으로 격하했다. 숭녕연간에는 7,197호 14,751명이 살았다. 소사초(素糸朷)를 공납으로 바쳤다 1현을 두었다.
| 현명   | 한자   | 대략적 위치       | 현급 |
| ------ | ------ | ----------------- | ---- |
| 안숙현 | 安肅縣 | 바오딩시 쉬수이구 | 中   |

### 영녕군(永寧軍)
지금의 바오딩시 보예현에 설치된 군으로 하급주와 급이 같다. 옹희 4년, 정주 박야현(博野縣)에 영원군(甯邊軍)을 설치했다. 경덕원년에 지금의 이름으로 군명을 고쳤다.

### 광신군(廣信軍)
지금의 바오딩시 쉬수이구 서쪽 수성진에 설치된 군으로 하급주와 급이 같다. 태평흥국 6년에 역주 수성현에 위용군(威勇軍)을 두었다. 경덕 원년에 지금의 이름으로 군명을 고쳤다. 송녕연간에는 4,445호 8,738명이 살았다. 고(槹)와 밤을 공납으로 바쳤다.

### 순안군(順安軍)
태평흥국 7년에 영주(瀛州) 고양관채(高陽關砦)가 있는 곳에 당흥채(唐興砦)를 신설했다. 순화 3년, 지금의 군명으로 고쳤다. 지도 3년, 영주고양현으로 내속시켰다가 1073년에 고양현을 진으로 격하했다. 1077년에 현으로 복구했다. 숭녕연간에 8,605호 16,578명이 살았다. 견직물을 공납으로 바쳤다. 1현을 두었다.
| 현명   | 한자   | 대략적 위치       | 현급 |
| ------ | ------ | ----------------- | ---- |
| 고양현 | 高陽縣 | 바오딩시 가오양현 | 中   |